# Ramón Mendiburu
Ramón Mendiburu Ibarburu, nacido el 12 de marzo de 1940, en San Sebastián (Guipúzcoa, España). Fue un ciclista español, profesional entre 1962 y 1970, entre los que logró un total de 12 victorias, siendo su mayor éxito deportivo la etapa de la Vuelta a España de 1966. 

## Palmarés
1963
- Trofeo Nicolás Casaus
- Campeón de España por Regiones

1966
- 1 etapa en la Vuelta a España
- Trofeo Elola
- San Salvador del Valle
- Traspando

1967
- Vuelta a Andalucía, más 1 etapa
- GP Muñecas de Famosa

1968
- Vuelta a La Rioja, más 1 etapa

## Resultados en Grandes Vueltas y Campeonato del Mundo
Durante su carrera deportiva ha conseguido los siguientes puestos en las Grandes Vueltas y en los Campeonatos del Mundo en carretera:
| Carrera         | 1962 | 1963 | 1964 | 1965 | 1966 | 1967 | 1968 | 1969 | 1970 |
| --------------- | ---- | ---- | ---- | ---- | ---- | ---- | ---- | ---- | ---- |
| Giro de Italia  | -    | -    | -    | -    | -    | -    | -    | -    | -    |
| Tour de Francia | -    | -    | -    | Ab.  | 49.º | Ab.  | -    | Ab.  | -    |
| Vuelta a España | -    | -    | -    | -    | 37.º | 21.º | -    | 39.º | -    |
| Mundial en Ruta | -    | -    | -    | -    | -    | -    | -    | -    | -    |

-: No participa

Ab.: Abandono